# Liste des épisodes de Nash Bridges

Cette page recense la liste des épisodes du feuilleton policier Nash Bridges.

## Épisodes

### Première saison (1996)
1. Un flic à San Francisco (Genesis)
2. Chinatown attaque (Home Invasion)
3. Skirt, le revendeur de drogue (Skirt Chasers)
4. Le Garde du corps (High Impact)
5. Voleur d’armes (The Javelin Catcher)
6. Histoire de famille (Vanishing Act)
7. Bonnes vacances, Nash (Aloha, Nash)
8. Témoin en danger (Key Witness)

### Deuxième saison (1996–1997)
1. La Police des polices (Internal Affairs)
2. Jusqu’à ce que la mort nous sépare (Till Death Do Us Part)
3. La Grande évasion (The Great Escape)
4. Une équipe de choc (Wrecking Crew)
5. Le Point de non retour (Trackdown)
6. Les Frères McMillan (The Brothers McMillan)
7. Train de nuit (Night Train)
8. Le Signe du zodiaque (Zodiac)
9. Le Jackpot de Léo (Leo's Big Score)
10. L’Ange gardien (Hit Parade)
11. Terre promise (Promised Land)
12. Le Noël d’un flic (25 Hours of Christmas)
13. Une balade à la campagne (Road Work)
14. Le Monde à l’envers (Inside Out)
15. Les Faux-monnayeurs (The Counterfeiters)
16. Troc sur Internet (The Web)
17. Histoire de mœurs (Knockout)
18. Amateurs d’armes (Gun Play)
19. L'Otage (Rampage)
20. Karen, flic de Chicago (Out of Chicago)
21. La Cible (Moving Target)
22. La Dernière carte (Wild Card)
23. La milice de Hunter Point (Deliverance)

### Troisième saison (1997–1998)
1. Objets trouvés (Lost and Found)
2. L’Appât du gain (Payback)
3. Bébé à bord (Shake, Rattle and Roll)
4. Jeux de rôles (One Flew over the Cuda’s Nest)
5. Trou de mémoire (Blackout)
6. Situation extrême (Ripcord)
7. Les Guerriers de l’ombre (Sniper)
8. Révélations (Revelations)
9. La Vengeance (Most Wanted)
10. Une bombe nommée Tamara (Bombshell)
11. Les bons comptes font les bons amis (Found Money)
12. Coup de vice (Dirty Tricks)
13. Le Complot (Crossfire)
14. En direct de San Francisco (Live Shot)
15. Vacances forcées (Downtime)
16. Modèle pour un tueur (Skin Deep)
17. Le Terroriste (Patriots)
18. Les garçons et les filles (Cuda Grace)
19. Tueur de femmes (Lady Killer)
20. Zone dangereuse (Danger Zone)
21. Le Colis postal (Special Delivery)
22. L’Ange et les démons (Sacraments)
23. La Décoration (Touchdown)

### Quatrième saison (1998–1999)
1. La Chute (High Fall)
2. Enquêtes parallèles (Impostor)
3. Le Rôdeur (Hot Prowler)
4. L’Exécution (Overdrive)
5. Apocalypse Nash (Apocalypse Nash)
6. Le Touriste (The Tourist)
7. Libertins, libertines (Swingers)
8. Jeu de guerre (Warplay)
9. Déluge de feu (Firestorm)
10. Le Match (Hardball)
11. Nash mène la danse (Mystery Dance)
12. La Balle perdue (Shoot the Moon)
13. Un foyer par pitié (Gimme Shelter)
14. Superstition (Superstition)
15. Fatalités (Resurrection)
16. Tout dans les muscles (Pump Action)
17. Partie de cache-cache (Hide and Seek)
18. Explosions (Boomtown)
19. La Providence (Angel of Mercy)
20. Amnésie (Power Play)
21. Vengeance aveugle (Vendetta)
22. Femmes, femmes (Crash and Burn)
23. Blues à San Francisco (Frisco Blues)
24. Les Adieux (Goodbye Kiss)

### Cinquième saison (1999–2000)
1. La Vérité et ses conséquences (Truth and Consequences)
2. L’Enlèvement de Charlie (Trade Off)
3. Fric-frac (Smash and Grab)
4. La Méprise (Girl Trouble)
5. Bonnes manières (High Society)
6. La Balle perdue (Curveball)
7. L’Ex-petite amie (Split Decision)
8. Banana star (Get Bananas)
9. Diaphonie (Crosstalk)
10. Meurtres en série (Kill Switch)
11. Double vol (Rip Off)
12. Trafic de femmes (Skin Trade)
13. Poker menteur (Liar’s Poker)
14. El Diablo (El Diablo)
15. Contrat sur Nash (Hit and Run)
16. Le Motard (Cop Out)
17. Ligne de mire (Line of Sight)
18. Diversion (Heist)
19. Le Prix de la liberté (Hard Cell)
20. La Clef de l’enlèvement (Missing Key)
21. Jackpot - 1re partie - (Jackpot - Part 1)
22. Jackpot - 2e partie - (Jackpot - Part 2)

### Sixième saison (2000–2001)
1. Qui veut la peau de l’inspecteur Dominguez ? (Rock and a Hard Place)
2. De vrais faux diamants (Jump Start)
3. Cyber dance (Lap Dance)
4. Les Fous du volant (Land Pirates)
5. Deux mercenaires dans la ville (ManHunt)
6. Double galère (Double Trouble)
7. Fin de partie (End Game)
8. Implosion (Blow Out)
9. Fan de Diana (The Messenger)
10. L’Or d’outre-tombe (Grave Robbers)
11. Piège à ours (Bear Trap)
12. Une affaire de trop (Slam Dunk)
13. Couvrez-moi (Recover Me)
14. L’Héritage (Something Borrowed)
15. L’Homme de Miami (Out of Miami)
16. Le Partenaire (The Partner)
17. Machines à tuer (Blood Bots)
18. Adieu Bobby (Quack Fever)
19. Les Ennuis de Cassidy (Kill Joy)
20. Pour la peau de Joy (Change Up)
21. Les Bons Plans de Monsieur Switch (Cat Fight)
22. La Victime rêvée (Fair Game)